# Вільгельм Бальтазар
Вільгельм Бальтазар (нім. Wilhelm Balthasar; 2 лютого 1914, Фульда, Німецька імперія — 3 липня 1941, Франція) — німецький льотчик-ас, майор люфтваффе. Кавалер Лицарського хреста Залізного хреста з дубовим листям.

## Біографія
У складі легіону Кондор брав участь в Громадянській війні в Іспанії (1937—1938). З 1939 року — командир 7-ї ескадрильї 27-ї винищувальної ескадри. Став найрезультативнішим пілотом Французької кампанії, збивши 23 літаки і знищивши 14 на землі. Під час битви за Британію командував 3-ю групою своєї ескадри. 4 вересня 1940 року був важко поранений. З 16 лютого 1941 року — командир 2-ї винищувальної ескадри. При перекиданні військ на Схід частина Бальтазара залишилась у Франції. Випробовуючи новий літак Bf 109 F4s, був атакований британськими літаками і розпочав бій, проте, під час розвороту, літак зірвався в штопор і розбився.
Всього за час бойових дій Бальтазар збив 49 ворожих літаків, з них 7 — в Іспанії.

## Звання
- Лейтенант (20 квітня 1935)
- Оберлейтенант (18 січня 1938)
- Гауптман (11 травня 1940)
- Майор (липень 1941; посмертно)

## Нагороди
- Нагрудний знак пілота
- Медаль «За вислугу років у Вермахті» 4-го класу (4 роки)
- Іспанський хрест в золоті з мечами та діамантами (20 червня 1939)
- Медаль «У пам'ять 1 жовтня 1938»
- Залізний хрест
  - 2-го класу (20 вересня 1939)
  - 1-го класу
- Лицарський хрест Залізного хреста з дубовим листям
  - Лицарський хрест (14 червня 1940)
  - Дубове листя (№17; 2 липня 1941)
- Тричі відзначений у Вермахтберіхт
  - «Командир ескадрильї гауптман Бальтазар був нагороджений за 20 збитих літаків і 11 знищених на землі; лейтенант стрілецького полку Вебер в останню мить перерізав 5 проводів запалювання на важливому мосту, таким чином передавши міст нам цілим і неушкодженим.» (15 червня 1940)
  - «Гауптман Бальтазар 26 червня здобув 39-ту і 40-у, а лейтенант Лесманн — 21-у і 22-гу повітряні перемоги.» (2 липня 1941)
  - «Гауптман Бальтазар, кавалер дубового листя до Лицарського хреста Залізного хреста, який здобув 40 повітряних перемог, героїчно загинув в переможних повітряних боях на каналі. Люфтваффе втратили одного із свої найхоробріших льотчиків-винищувачів. Пам'ять про цього героїчного офіцера винищувальної ескадри «Ріхтгофен», який неодноразово відзначився у смертельних боях в легіоні Кондор, назавжди залишиться в німецького народу.» (10 липня 1941)
- Нагрудний знак «За поранення» в чорному
- Авіаційна планка винищувача в золоті з підвіскою